# Alte Brücke (Saarbrücken)
Die Alte Brücke über die Saar in Saarbrücken ist die älteste erhaltene Brücke im Saarland. Sie verbindet die Stadtteile St. Johann und Alt-Saarbrücken und ist nur für Fußgänger und den Radverkehr freigegeben. Die Brücke liegt in unmittelbarer Nähe des Staatstheaters, des St. Johanner Marktes und des Saarbrücker Schlosses.

## Geschichte und Beschreibung
Sie wurde 1546/49 unter Graf Philipp II. erbaut, nachdem Kaiser Karl V. den Fluss an dieser Stelle wegen Hochwassers mehrere Tage lang nicht überqueren konnte. Nach der etwas weiter flussaufwärts gelegenen Römerbrücke, die im frühen Mittelalter verfiel, war die Alte Brücke nach Jahrhunderten die erste Saar-Brücke. Sie wurde mindestens zweimal zerstört und wieder aufgebaut.
Im Jahr 1904 wurden zwei der mittleren Brückenpfeiler aufwändig erweitert, um für ein Reiterstandbild Kaiser Wilhelms I. Platz zu schaffen, das am 14. Mai 1904 in Anwesenheit Kaiser Wilhelms II. und der Kaiserin Auguste Viktoria eingeweiht wurde. Das Kaiser-Wilhelm-Denkmal war durch den aus Weimar stammenden Bildhauer und Rietschel-Schüler Adolf von Donndorf nach dem Vorbild des Denkmals auf der Hohensyburg gestaltet worden. Donndorf war durch gute Bekanntschaft mit dem Saarbrücker Bürgermeister Friedrich Wilhelm Feldmann an den Auftrag gekommen. Das Denkmal, dessen Baukosten über 137.900 Mark betrugen, überstand die Teilsprengung der Brücke durch flüchtende deutsche Truppen im Jahr 1945 und wurde nach dem Ende des Zweiten Weltkrieges auf Befehl der französischen Besatzungsmacht als Symbol des preußischen Militarismus abgetragen. Vorbild der Positionierung des Kaiser-Denkmals auf der Brücke waren das Reiterdenkmal Heinrichs IV. auf dem Pont Neuf über die Seine in Paris sowie das Reiterstandbild des Großen Kurfürsten auf der ehemaligen Langen Brücke über die Spree beim Berliner Schloss. 
Auf der St. Johanner Seite der Brücke gingen durch den Bau des Finanzministeriums und die Anlage des heute Tifliser (bzw. Tbilisser) genannten Platzes mehrere der ursprünglich 14 Bögen verloren bzw. wurden zugeschüttet. Auch auf Alt-Saarbrücker Seite ging im Zuge einer Saarbegradigung um das Jahr 1763 ein Bogen verloren. Umgekehrt wurde beim Bau der Stadtautobahn (ursprünglich: B 406, heute: A 620) 1961 bis 1963 auf der Alt-Saarbrücker Seite die Brücke mit einem stählernen Steg verlängert, der die auf Leinpfadniveau geführte Autobahn überbrückt. Die von Friedrich Joachim Stengel errichtete, den Schlossfelsen begrenzende Schlossmauer wurde bei dieser Gelegenheit um 17 Meter zurückversetzt und das direkt angrenzende, ebenfalls von Stengel erbaute, historische Oberamtshaus abgerissen, um Platz für die auch als Hochwasserumgehung der Stadtautobahn dienende Franz-Josef Röder-Straße zu gewinnen, an die die Alte Brücke auf ihrer Südwestseite angeschlossen ist. Im Zuge der 1973 beschlossenen Saarkanalisierung wäre die Alte Brücke fast abgerissen worden, da die Durchfahrtshöhen und -breiten der Brückenbögen nicht für Europaschiffe ausreichen. Es wurde dann aber doch darauf verzichtet, den Saarausbau wie ursprünglich vorgesehen bis zum Saarbrücker Osthafen auszudehnen.
2021 wurden Planungen bekannt, die Alte Brücke umfassend zu sanieren und dabei den stählernen Verlängerungssteg durch ein neues Bauwerk zu ersetzen.
Abgebildet ist die Brücke auf einer Dauermarke von 1922, den Briefmarken zum „Tag der Briefmarke“ 1951 und auf einer Sondermarke von 1973.

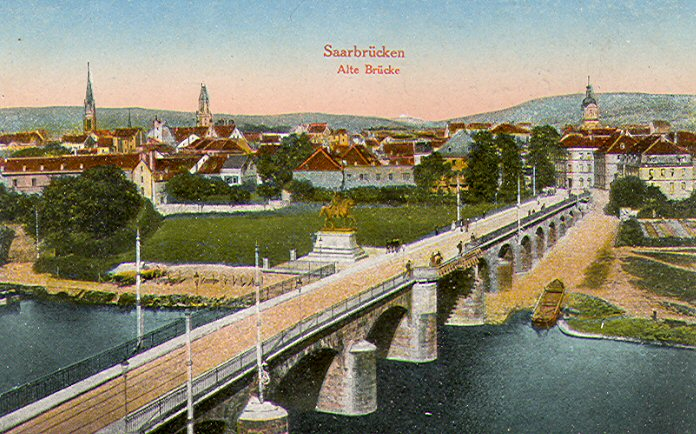
Alte Brücke, Zustand nach 1904 mit Kaiser-Wilhelm-Denkmal, links und rechts am St. Johanner Ufer die Bleichwiesen
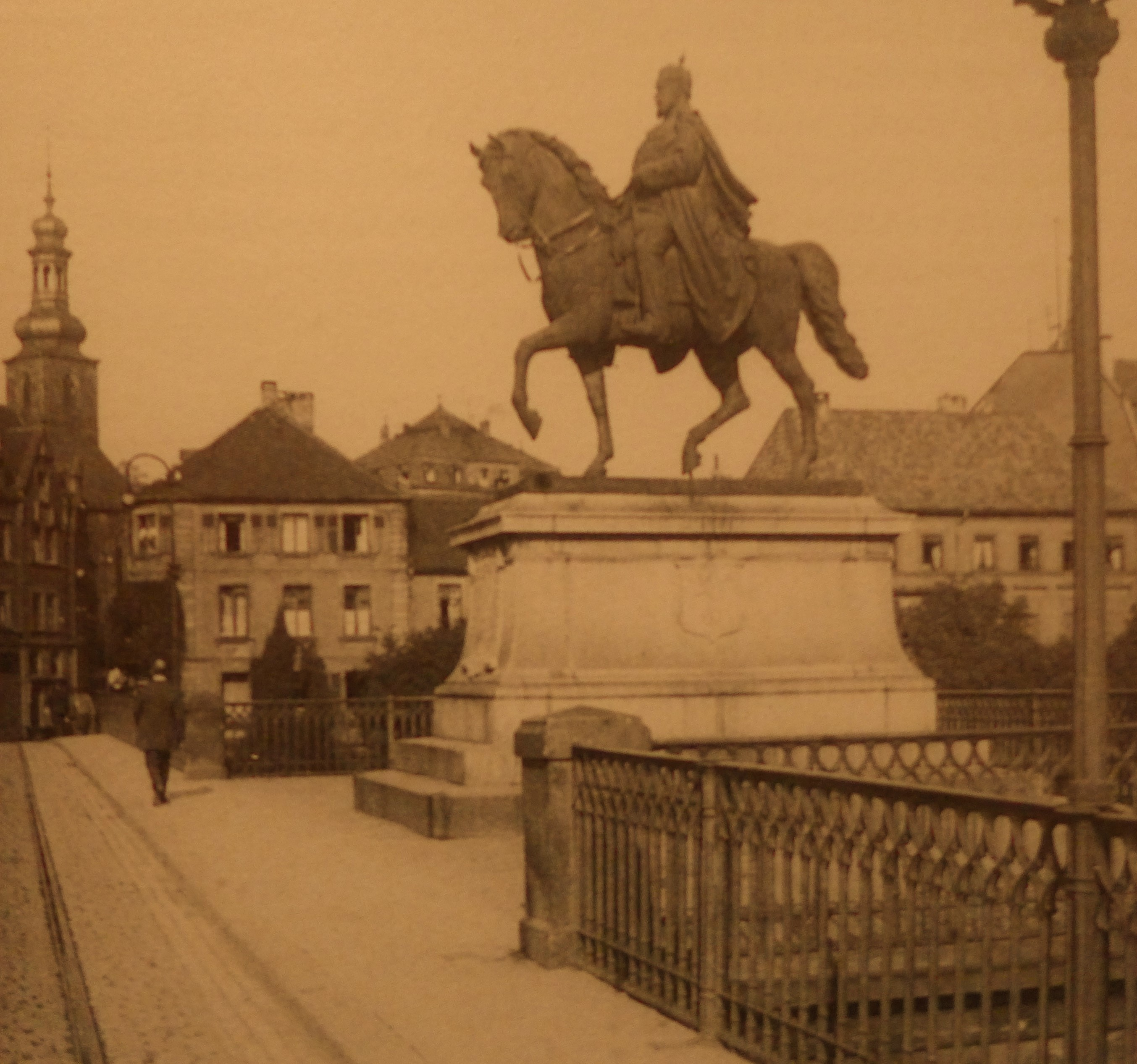
Kaiser Wilhelm I.-Denkmal auf der Alten Brücke von Bildhauer Adolf von Donndorf um 1904
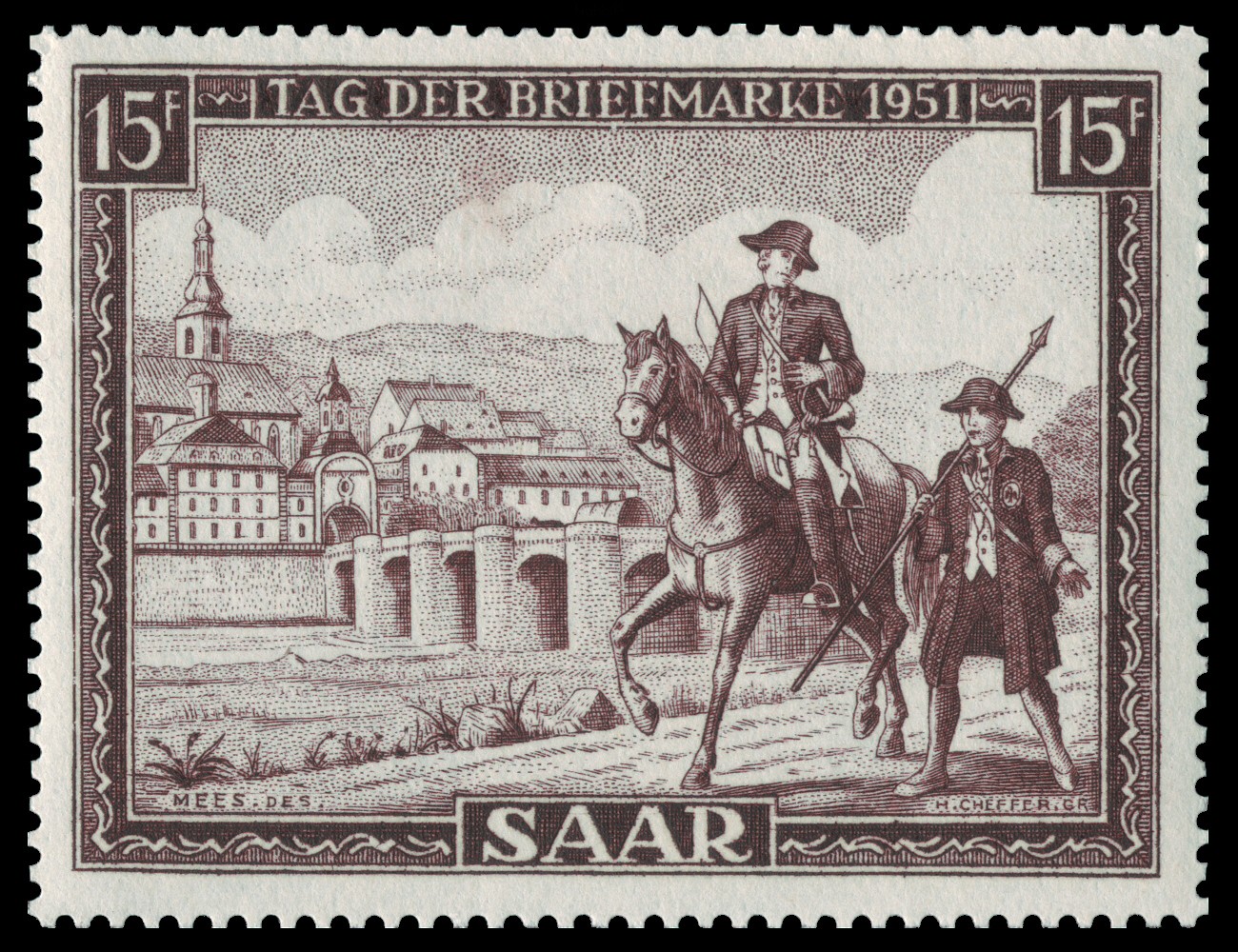
Tag der Briefmarke von 1951
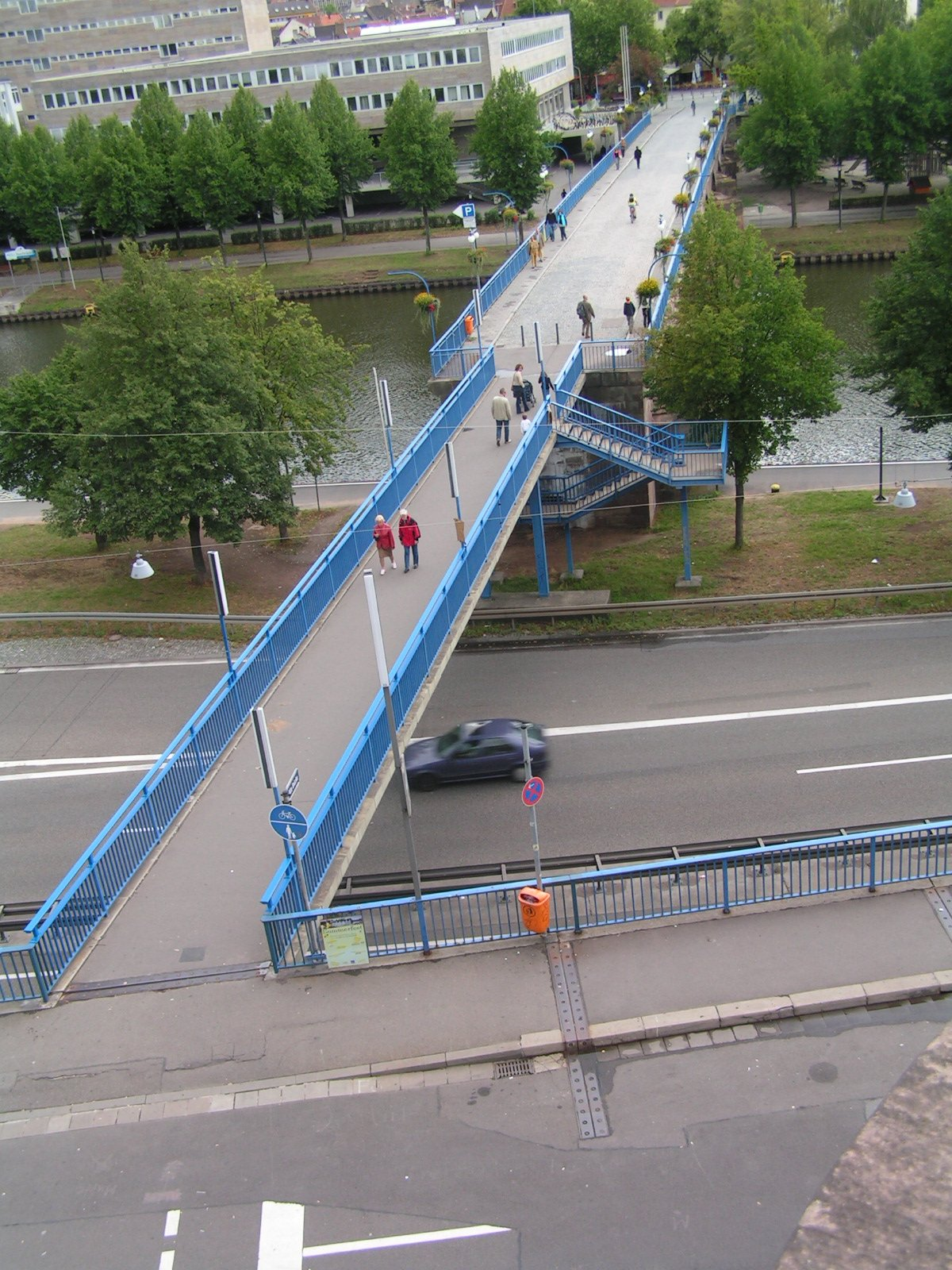
Alte Brücke mit dem im Rahmen des Baus der Stadtautobahn geschaffenem Verlängerungssteg (im Vordergrund)